# Stanisław Gliwicz

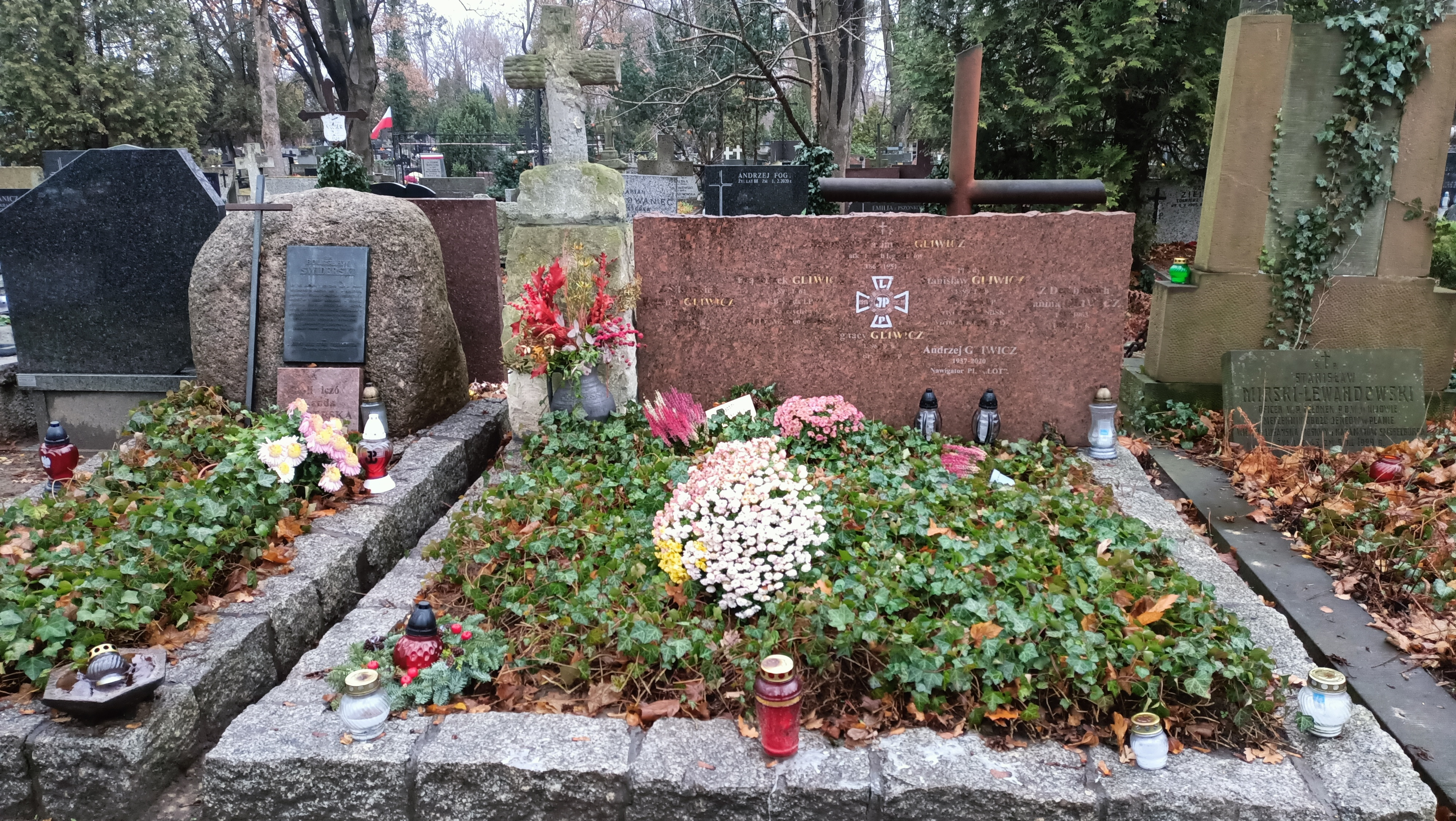
Grób Stanisława Gliwicza na Cmentarzu Wojskowym na Powązkach

Stanisław Gliwicz (ur. 11 listopada 1899 w Piotrkowie Trybunalskim, zm. 15 marca 1969 w Warszawie) – pułkownik Wojska Polskiego, żołnierz Legionów Polskich, wykładowca Wyższej Szkoły Wojennej, oficer Generalnego Inspektoratu Sił Zbrojnych, oficer Naczelnego Dowództwa WP w wojnie obronnej 1939, współorganizator Samodzielnej Brygady Strzelców Karpackich, uczestnik bitwy o Tobruk, uczestnik kampanii włoskiej, oficer Naczelnego Dowództwa Polskich Sił Zbrojnych, pracownik naukowy Wojskowego Instytutu Historycznego.

## Życiorys
Urodził się w Piotrkowie, ówczesnej stolicy guberni piotrkowskiej, w rodzinie Hieronima (ur. 1850), urzędnika, kolejowego, odznaczonego Medalem Niepodległości, i Kazimiery z Egierskich. Był młodszym bratem Franciszka, ps. Korski (1893–1964) i Ignacego, ps. Ignacy Korski (1896–1929).
Już we wczesnej młodości wstąpił w szeregi tajnych drużyn harcerskich powstających na terenie Piotrkowa Trybunalskiego. W 1914 jako uczeń 6 klasy gimnazjum zaciągnął się do Legionów Polskich. Od października 1914 do października 1916 pełnił służbę początkowo w 5 pułku piechoty Legionów, a następnie w 6 pułku piechoty Legionów, gdzie skończył szkołę podoficerską. Od października 1916 służył w 3 pułku piechoty Legionów jako podoficer, a następnie szef kompanii. Ukończył kurs wyszkoleniowy w Zegrzu, a w 1918 kurs oficerski w Polskiej Sile Zbrojnej.
W listopadzie 1918 wstąpił do Wojska Polskiego. W czerwcu 1919 otrzymał pierwszy stopień oficerski podporucznika wraz z przydziałem do 3 pułku artylerii polowej Legionów, gdzie dowodził początkowo plutonem, a następnie baterią. 1 stycznia 1922 awansował do stopnia porucznika, a 1 lipca 1922 został kapitanem. W 1921 ukończył Oficerski Kurs Artylerii. W latach 1923–1925 pełnił służbę w 9 pułku artylerii polowej w Białej Podlaskiej. 20 lipca 1925 został przeniesiony służbowo do 1 pułku szwoleżerów na okres trzech miesięcy celem praktycznego zapoznania się z organizacją, uzbrojeniem i regulaminami kawalerii. Z dniem 1 listopada tego roku został przydzielony do Wyższej Szkoły Wojennej w Warszawie, w charakterze słuchacza Kursu Normalnego 1925/27.
Z dniem 28 października 1927, po ukończeniu kursu i otrzymaniu dyplomu naukowego oficera Sztabu Generalnego, został przydzielony do Oddziału III Sztabu Generalnego (od 22 grudnia 1928 – Sztabu Głównego). W lipcu 1929 został przeniesiony do Inspektoratu Armii w Warszawie na stanowisko referenta. Później został przeniesiony do składu osobowego inspektora armii w Wilnie, gen. dyw. Edwarda Śmigłego-Rydza. W styczniu 1931 awansował do stopnia majora. Z dniem 2 kwietnia 1932 został przydzielony do Szkoły Strzelania Artylerii w Toruniu w charakterze słuchacza II pięciomiesięcznego kursu doskonalącego oficerów artylerii. W grudniu tego roku został przeniesiony z GISZ do 5 pułku artylerii lekkiej we Lwowie na stanowisko dowódcy dywizjonu. Od października 1934 do 1 września 1939 roku był wykładowcą przedmiotu taktyka artylerii w Wyższej Szkoły Wojennej. Brał udział w fachowym przygotowaniu licznej kadry oficerów dyplomowanych Armii II Rzeczypospolitej. Na stopień podpułkownika został awansowany ze starszeństwem z dniem 19 marca 1938 i 30. lokatą w korpusie oficerów artylerii.
Podczas kampanii wrześniowej 1939 był drugim oficerem sztabu Naczelnego Dowództwa Artylerii. Po krótkotrwałym internowaniu w Rumunii już 7 listopada 1939 roku zameldował się w Paryżu w dowództwie organizującej się Armii Polskiej we Francji. Od listopada 1939 do kwietnia 1940 był kierownikiem kursu artylerii w Centrum Wyszkolenia Armii Polskiej we Francji. Następnie został skierowany wraz z płk. Stanisławem Kopańskim do Syrii w celu zorganizowania Samodzielnej Brygady Strzelców Karpackich. W brygadzie objął stanowisko dowódcy Karpackiego pułku artylerii. Przeszedł wraz z brygadą przez Palestynę, do Egiptu i dowodząc artylerią brał udział w bitwie o Tobruk oraz w walkach na Pustyni Libijskiej, pod Gazalą i Bardią. W szeregach brygady służył do października 1942 roku. Z kolei do lipca 1943 piastował stanowisko dowódcy 9 pułku artylerii lekkiej na Bliskim Wschodzie. 3 maja 1943 awansował do stopnia pułkownika. Od lipca do listopada 1943 był słuchaczem Kursu Wyższych Dowódców Polskich Sił Zbrojnych. po czym objął stanowisko szefa Wydziału Artylerii w Inspektoracie Wyszkolenia Wojska PSZ, na którym pozostawał do kwietnia 1944. Następnie był szefem samodzielnego wydziału artylerii w Naczelnym Dowództwie PSZ. 8 września 1944 został przeniesiony na staż do dowództwa artylerii 3 Dywizji Strzelców Karpackich, a następnie do Grupy Artylerii 2 Korpusu Polskiego we Włoszech.
We wrześniu 1946 powrócił do Polski i pracował w cywilu, m.in. w Dyrekcji Naczelnej PKS. W latach 1950–1957 pracował w Zakładzie Transportu Miejskiego oraz w Centralnym Zarządzie Przemysłu Piekarniczego. 28 stycznia 1957 roku, rozkazem ministra obrony narodowej gen. Mariana Spychalskiego został przyjęty do służby w ludowym Wojsku Polskim. Został skierowany do pracy w Zarządzie Wojskowo-Historycznym Sztabu Generalnego WP na stanowisko redaktora Wojskowego Przeglądu Historycznego. W marcu 1959 został redaktorem naukowym Zakładu III WIH, który zajmował się dziejami Polskich Sił Zbrojnych na Zachodzie. 25 listopada 1960, w związku z osiągnięciem wieku emerytalnego przeszedł w stan spoczynku.
Na łamach Wojskowego Przeglądu Historycznego opublikował wiele prac poświęconych obronie Tobruku, walkom na Pustyni Libijskiej, bitwie pod Gazalą oraz kampanii włoskiej.
Zmarł 15 marca 1969 w Warszawie i został pochowany na Cmentarzu Wojskowym na Powązkach (kwatera B 20, rząd 8, grób 18).
Był żonaty z Janiną z Dembickich (1912–1963), z którą miał syna Andrzeja Janusza (1937–2020).

## Ordery i odznaczenia
- Krzyż Srebrny Orderu Virtuti Militari – 28 lutego 1921[22][23]
- Krzyż Niepodległości – 13 kwietnia 1931 „za pracę w dziele odzyskania niepodległości”[4]
- Krzyż Walecznych „za czyny męstwa i odwagi wykazane w bojach toczonych w latach 1918–1921”[24]
- Krzyż Walecznych dwukrotnie „za czyny męstwa i odwagi wykazane w wojnie rozpoczętej 1 września 1939 roku”
- Złoty Krzyż Zasługi – 18 marca 1932 „za zasługi na polu organizacji i wyszkolenia wojska”[25]
- Złoty Medal za Długoletnią Służbę
- Srebrny Medal za Długoletnią Służbę
- Brązowy Medal „Za zasługi dla obronności kraju” – 1967
- Odznaka Pamiątkowa Generalnego Inspektora Sił Zbrojnych –12 maja 1936
- Order Wybitnej Służby (Wielka Brytania)
- Medal Obrony (Wielka Brytania)
- Gwiazda Afryki (Wielka Brytania)
- Gwiazda Italii (Wielka Brytania)
- Order Korony Rumunii (Rumunia)
- Kawaler Orderu Gwiazdy Rumunii – 1929[26]
- Krzyż Wojenny Czechosłowacki 1939 – 12 września 1942[27]